# Abrollumfang
Der Abrollumfang ist die Strecke, die ein Rad bei einer Umdrehung schlupffrei zurücklegt; für Kraftfahrzeuge ist dabei nach DIN 70020 die Geschwindigkeit 60 km/h zu Grunde zu legen. Aus dem Abrollumfang berechnet sich ein fiktiver (nicht geometrisch messbarer) dynamischer Rollradius.
Der Abrollumfang ändert sich nur geringfügig infolge Belastung und Geschwindigkeit. Die bei PKW heute üblichen Reifen in Radialbauweise zeichnen sich durch einen nur wenig dehnbaren Gürtel aus, der sich pro Umdrehung einmal abrollt. Der dynamische Rollradius {\displaystyle r_{\mathrm {D} }} ist unter Last größer als der Abstand von der Radmitte bis zur Fahrbahn (statischer Halbmesser {\displaystyle r_{\mathrm {S} }}). Insbesondere ändert sich der dynamische Rollradius unter Last deutlich weniger als der statische Halbmesser. Näherungsweise kann der dynamische Rollradius folgendermaßen abgeschätzt werden:
{\displaystyle r_{\mathrm {D} }\approx {\frac {2}{3}}r_{0}+{\frac {1}{3}}r_{\mathrm {S} }\;} mit {\displaystyle r_{0}} … unbelasteter Reifenradius

## Kraftfahrzeuge
In Deutschland wird der Abrollumfang der Räder von Kraftfahrzeugen bei einer Geschwindigkeit von 60 km/h gemessen. Voraussetzung für eine korrekte Messung ist eine ebene Fahrbahn. In der Leitlinie 107-01 des Wirtschaftsverbandes der deutschen Kautschukindustrie (WdK) wird die Geschwindigkeitsabhängigkeit des Abrollumfangs von PKW-Bereifungen behandelt und in Teil 02 das Prüfverfahren für den statischen Halbmesser und den Abrollumfang. Die Wegstrecke, die bei einer Radumdrehung zurückgelegt wird, ist bei Reifen in Diagonalbauart sehr viel stärker geschwindigkeitsabhängig als bei Reifen in Radialbauart. Bei 180 km/h „wachsen“ Diagonalreifen gegenüber 60 km/h um ca. 5 %, Radialreifen nur um etwa 1 %.

### Abweichungen durch Profilabnutzung und Luftdruckänderung
Durch Profilabnutzung ändert sich der unbelastete Radius. Gemäß obiger Schätzformel wirkt sich die Radiusänderung nur zu 2/3 auf den Abrollumfang aus. 7 mm Profilverschleiß bei einem durchschnittlichen Pkw-Reifen würden nach dieser Berechnung statt einer Abweichung von 2–3 % nur eine zwischen 1,3–2 % verursachen. Bei Luftdruckänderung ändert sich der statische Halbmesser. Die Auswirkung auf den Abrollumfang ist deutlich geringer. Da die Schätzformel nur einen Anhalt gibt, gelten die Angaben der Hersteller.
Beim Abrollen behält der Gürtel seine Länge und ist nur in seiner Form flexibel. Er rollt pro Umdrehung ähnlich einer Panzerkette einmal ab. Im Bereich des Aufstandspunktes haften die Profilteilchen und werden leicht deformiert, was aber keine Auswirkung auf die Länge des Gürtels im Bereich der Aufstandsfläche hat. Änderungen des Luftdrucks oder der Profiltiefe wirken sich daher nur geringfügig auf den Abrollumfang aus. Dennoch werden die geringen Änderungen in ESP-Steuergeräten ausgewertet und zur Plattrollwarnung verwendet.

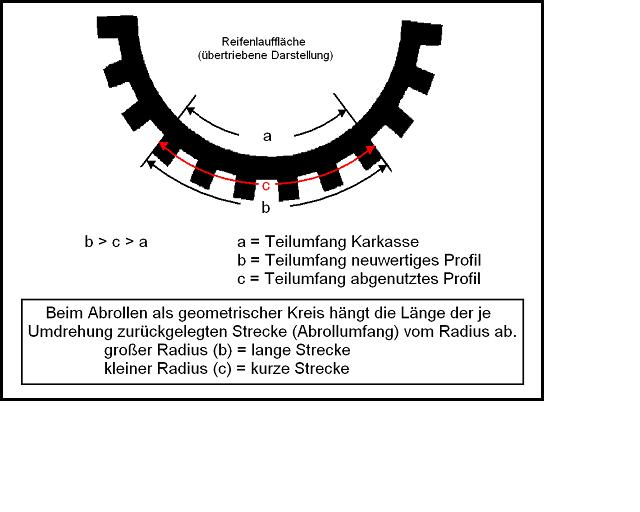
Reifen unbelastet
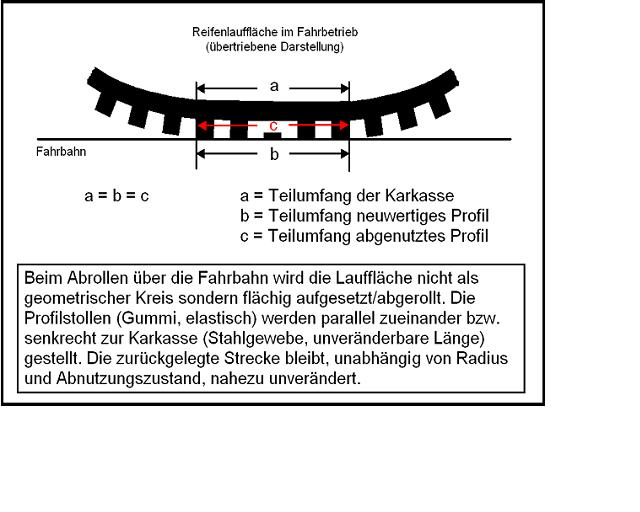
Reifen im Fahrbetrieb

## Fahrräder
Auch für Fahrradtachometer ist der Abrollumfang die entscheidende Einstellgröße zur korrekten Ermittlung der Fahrgeschwindigkeit und zurückgelegten Wegstrecke. Zudem hat der Abrollumfang direkten Einfluss auf die Entfaltung, d. h. die pro Kurbelumdrehung zurückgelegte Wegstrecke.

### Hintergrund zu Reifendurchmesser und Felgendurchmesser
Die Größenangabe der Reifen in Zoll ist nur eine grobe Angabe des Außendurchmessers der Reifen. Lange Zeit gab es kaum unterschiedliche Reifenbreiten, wodurch man von der Zoll-Angabe des Reifendurchmessers auch auf die Größe der Felge schließen konnte. Dadurch haben sich Redewendungen wie etwa „28er-Felge“ eingebürgert, die eine Felge mit einem Außendurchmesser von 622 mm (= 24,5 Zoll) meint, da diese meist für 28er-Reifen Verwendung fand – und immer noch findet. Mit mehr und mehr aufkommenden unterschiedlichen Reifenbreiten für „spezielle“ Nutzungen wie Rennräder oder Mountainbikes wird der Zusammenhang zwischen Zoll-Angabe Reifen zu Größe der Felge immer hinfälliger (siehe auch Fahrradbereifung#Reifen- und Felgengrößen).
So haben beispielsweise Felgen für 27″-Rennradreifen einen größeren Außendurchmesser von 630 mm als jene Felgen für gängige 28″-Reifen mit 622 mm. Erklärung: Durch die dünne Rennradbereifung bleibt der Gesamtdurchmesser des Laufrades mit 630er-Felge bei etwa 27 Zoll, wogegen das Laufrad aus 622er-Felge und dickerer Normalbereifung auf einen Außendurchmesser von grob 28 Zoll kommt:
- Außendurchmesser Laufrad ≈ 630 mm Felge + 2 × 28 mm Reifen = 686 mm ≈ 27″
- Außendurchmesser Laufrad ≈ 622 mm Felge + 2 × 44 mm Reifen = 710 mm ≈ 28″

Laufräder für Rennräder aus 622er-Felgen und dünnen hierfür gängigen 23-mm-Reifen haben einen Außendurchmesser von nur etwa 26-einhalb Zoll, obwohl diese Felgen manchmal noch „28er-Felgen“ genannt werden, da sie eben für viele mit 28-Zoll beschriftete Reifen verwendet werden:
- Außendurchmesser Laufrad ≈ 622 mm Felge + 2 × 23 mm Reifen = 668 mm ≈ 26,3″

### Näherungsweise Berechnung des Abrollumfangs
Eine Methode den Abrollumfang zu berechnen, ist über den Außendurchmesser des Laufrades – also des Reifens/Mantels. Auf Fahrradreifen befinden sich unterschiedliche Bezeichnungen, meist die veralteten – aber noch geläufigen – Zoll-Angaben (z. B. 26 × 1 3⁄8) und neuere ISO-Angaben (z. B. 32-571). Obwohl die erste Zahl in den Zoll-Angaben bereits den Außendurchmesser des Reifens bezeichnet, kann dies nur als grobe Einordnung gesehen werden. Da Reifen unterschiedliche Breiten haben (bei den Zoll-Angaben die letzte Zahl), führt dies zu unterschiedlichen Außendurchmessern, die letztlich von den beispielsweise angegeben 26″ abweichen (siehe oben).
Besser als die Zoll-Angaben sind die ISO-Angaben nach ETRTO zur näherungsweisen Berechnung des Abrollumfangs geeignet. Das ETRTO-Maß setzt sich zusammen aus der Reifenbreite in Millimetern und dem
Außendurchmesser der Felge {\displaystyle d} (= Innendurchmesser des Reifens). Der Außendurchmesser des Laufrades ergibt sich aus {\displaystyle d} und der sich darüber aufbauenden Reifenhöhe {\displaystyle a}. Um den Abrollumfang aus den ETRTO-Angaben berechnen zu können, nutzt man die Tatsache, dass ein aufgeblasener Fahrradschlauch/-reifen in seinem Querschnitt in etwa einen Kreis bildet. Somit kann man von der Näherung ausgehen, dass die Reifenhöhe in etwa der Reifenbreite entspricht. Damit ergibt sich für den Abrollumfang {\displaystyle l}:
{\displaystyle l\approx (2\cdot a+d)\cdot \pi \,}
Ein 28-Zoll-Rad der ETRTO-Größe 35-622 hat eine Reifenbreite (≈ Reifenhöhe) von 35 mm und damit einen Laufraddurchmesser von {\displaystyle 35+622+35=692\,\mathrm {mm} }. Daraus ergibt sich der Abrollumfang von {\displaystyle l\approx \pi \cdot 692\,\mathrm {mm} =2174\,\mathrm {mm} }.

### Messung des Abrollumfangs
Um den Abrollumfang zu messen, gibt es zwei gängige Methoden. In der ersten misst man den Abstand der Nabe vom Boden im belasteten Zustand. Aus dem so ermittelten Radius berechnet sich nach der Kreisumfangsformel der Abrollumfang.
Bei der zweiten Methode misst man den Abrollumfang direkt, weshalb es auch die genauere Methode ist. Sie wird manchmal „Ketchupmethode“ genannt, bei der mittels Ketchup- oder Kreidemarkierung ein Punkt am Laufrad markiert wird, das Rad dann eine volle Umdrehung nach vorn bewegt wird und dann der Abstand zwischen den zwei Kreideabdrücken auf dem Boden gemessen werden kann. Obwohl die Ketchupmethode sehr einfach anmutet, liefert sie doch das beste Ergebnis.